# Playoffs NBA 2008
Navigation
Édition précédente Édition suivante
Les playoffs NBA 2008 sont les séries éliminatoires (en anglais, playoffs) de la saison NBA 2007-2008. Ils commencent le 19 avril 2008, et se terminent à la mi-juin avec les finales NBA.
Les Celtics de Boston battent en finale les Lakers de Los Angeles.

## Classements de la saison régulière
| Champion de division | Qualifié pour les playoffs | Non qualifié pour les playoffs |

Les champions de division sont automatiquement qualifiés pour les playoffs.
| Conférence Est | Conférence Est         | Conférence Est | Conférence Est | Conférence Est |
| No             | Franchise              | Vic.           | Déf.           | PCT            |
| -------------- | ---------------------- | -------------- | -------------- | -------------- |
| 1              | Celtics de Boston      | 66             | 16             | .805           |
| 2              | Pistons de Détroit     | 59             | 23             | .720           |
| 3              | Magic d'Orlando        | 52             | 30             | .634           |
| 4              | Cavaliers de Cleveland | 45             | 37             | .549           |
| 5              | Wizards de Washington  | 43             | 39             | .524           |
| 6              | Raptors de Toronto     | 41             | 41             | .500           |
| 7              | 76ers de Philadelphie  | 40             | 42             | .488           |
| 8              | Hawks d'Atlanta        | 37             | 45             | .451           |
|                |                        |                |                |                |
| 9              | Pacers de l'Indiana    | 36             | 46             | .439           |
| 10             | Nets du New Jersey     | 33             | 49             | .415           |
| 11             | Bulls de Chicago       | 33             | 49             | .402           |
| 12             | Bobcats de Charlotte   | 32             | 50             | .390           |
| 13             | Bucks de Milwaukee     | 26             | 56             | .317           |
| 14             | Knicks de New York     | 23             | 59             | .280           |
| 15             | Heat de Miami          | 15             | 67             | .183           |

| Conférence Ouest | Conférence Ouest               | Conférence Ouest | Conférence Ouest | Conférence Ouest |
| No               | Franchise                      | Vic.             | Déf.             | PCT              |
| ---------------- | ------------------------------ | ---------------- | ---------------- | ---------------- |
| 1                | Lakers de Los Angeles          | 57               | 25               | .695             |
| 2                | Hornets de la Nouvelle-Orléans | 56               | 26               | .683             |
| 3                | Spurs de San Antonio           | 56               | 26               | .683             |
| 4                | Jazz de l'Utah                 | 54               | 28               | .659             |
| 5                | Rockets de Houston             | 55               | 27               | .671             |
| 6                | Suns de Phoenix                | 55               | 27               | .672             |
| 7                | Mavericks de Dallas            | 51               | 31               | .622             |
| 8                | Nuggets de Denver              | 50               | 32               | .610             |
|                  |                                |                  |                  |                  |
| 9                | Warriors de Golden State       | 48               | 34               | .585             |
| 10               | Trail Blazers de Portland      | 41               | 41               | .500             |
| 11               | Kings de Sacramento            | 38               | 44               | .463             |
| 12               | Clippers de Los Angeles        | 23               | 59               | .280             |
| 13               | Timberwolves du Minnesota      | 22               | 60               | .259             |
| 14               | Grizzlies de Memphis           | 22               | 60               | .268             |
| 15               | SuperSonics de Seattle         | 20               | 62               | .244             |

## Règlement
Au premier tour, l'équipe classée numéro 1 affronte l'équipe classée numéro 8, la numéro 2 la 7, la 3 la 6 et la 4 la 5. En demi-finale de conférence, l'équipe vainqueur de la série entre la numéro 1 et la numéro 8 rencontre l'équipe vainqueur de la série entre la numéro 4 et la numéro 5, et l'équipe vainqueur de la série entre la numéro 2 et la numéro 7 rencontre l'équipe vainqueur de la série entre la numéro 3 et la numéro 6. Les vainqueurs des demi-finales de conférence s'affrontent en finale de conférence. Les deux équipes ayant remporté la finale de leur conférence respective (Est ou Ouest) sont nommées championnes de conférence et se rencontrent ensuite pour une série déterminant le champion NBA.
Une équipe doit gagner quatre matches pour remporter une série de playoffs, avec un maximum de sept matches par série.

## Faits marquants des playoffs
Les Lakers de Los Angeles est la seule franchise qui a passé le premier tour sans subir de défaite, elle a fait un sweep (en anglais) aux dépens des Nuggets de Denver.
Les Celtics de Boston, qui avaient terminé en tête de la phase régulière pour la conférence Est, ont dû disputer un 7e match pour se qualifier face aux Hawks d'Atlanta. Résultat de la série 4-3 pour les Celtics de Boston.
Pas de surprise au premier tour des playoffs, les équipes classées aux 4 premières places de chaque conférence sont qualifiées pour les demi-finales de conférence.
Les Pistons de Détroit sont les premiers qualifiés pour les finales de conférence, ils ont éliminé le Magic d'Orlando en cinq matches. Les Pistons disputent la finale de conférence Est pour la 6e fois consécutivement. Les Lakers de Los Angeles se qualifient pour la finale de la conférence Ouest après avoir remporté ses huit matches en dix rencontres. Les Celtics de Boston sont les 3e qualifiés pour les finales de conférence après avoir difficilement battu les Cavaliers de Cleveland en sept matches. Les Celtics n'ont toujours pas remporté de match à l'extérieur et ont dû par suite disputer quatorze matches pour atteindre la finale de conférence Est. Les Spurs de San Antonio sont les quatrièmes qualifiés pour les finales de conférences, ils ont éliminé les New Orleans Hornets en remportant le septième match à la Nouvelle-Orléans.
Le titre de champion de la conférence Ouest revient aux L.A. Lakers qui battent les Spurs de San Antonio par 4 victoires à 1.
Les Pistons de Detroit remportent à Boston le 2e match de la finale de conférence Est, mettant ainsi fin à l'invincibilité à domicile des Celtics de Boston durant les playoffs. Les Celtics répliquent en remportant le match suivant à Détroit, devenant ainsi champions de la conférence Est en battant les Pistons par 4 victoires à 2. Les Celtics se qualifient ainsi pour les finales NBA, ils avaient obtenu leur précédente qualification en 1987 et avaient alors perdu contre les L.A. Lakers par 4 victoires à 2.
La finale NBA 2008 met donc aux prises les deux franchises les plus titrées de l'histoire de la NBA (16 titres pour les Celtics, 14 pour les Lakers). Par ailleurs, c'est la 11e fois qu'elles se rencontrent en finale (1959, 1962, 1963, 1965, 1966, 1968, 1969, 1984, 1985, 1987, 2008), à noter qu'en 1959 les Lakers étaient basés à  Minneapolis.
Les Celtics réalisent un exploit lors du 4e match de la finale, ils remportent la finale après avoir eu un retard de 24 points au score pendant le deuxième quart-temps. Cette victoire leur permet de mener 3-1, il leur suffit alors de gagner un des trois matches suivants (dont deux à Boston) pour remporter le titre de champion NBA. Les Lakers remportent le 5e match, disputé à Los Angeles, le titre se joue donc à Boston en 6 ou 7 matches.
Lors du 6e match de la finale, les Celtics battent les Lakers 131-92 (58-35 à la mi-temps) et remportent leur 17e titre NBA.
Les Celtics établissent un record durant cette campagne en disputant un total de 26 matchs, nombre le plus élevé de l'histoire de la NBA.

## Tableau
|  | 1er tour         | 1er tour              | 1er tour                       |   |                                | Demi-finales de Conférence | Demi-finales de Conférence | Demi-finales de Conférence |  |   | Finales de Conférence | Finales de Conférence | Finales de Conférence |  |    | Finales NBA       | Finales NBA | Finales NBA |
|  |                  |                       |                                |   |                                |                            |                            |                            |  |   |                       |                       |                       |  |    |                   |             |             |
|  | 1                | Celtics de Boston     | 4                              |   |                                |                            |                            |                            |  |   |                       |                       |                       |  |    |                   |             |             |
|  | 8                | Hawks d'Atlanta       | 3                              |   |                                |                            |                            |                            |  |   |                       |                       |                       |  |    |                   |             |             |
|  | 8                | Hawks d'Atlanta       | 3                              |   | 1                              | Celtics de Boston          | 4                          |                            |  |   |                       |                       |                       |  |    |                   |             |             |
|  |                  |                       |                                |   | 1                              | Celtics de Boston          | 4                          |                            |  |   |                       |                       |                       |  |    |                   |             |             |
|  |                  | 4                     | Cavaliers de Cleveland         | 3 |                                |                            |                            |                            |  |   |                       |                       |                       |  |    |                   |             |             |
|  | 4                | 4                     | Cavaliers de Cleveland         | 3 | Cavaliers de Cleveland         | 4                          |                            |                            |  |   |                       |                       |                       |  |    |                   |             |             |
|  | 4                |                       |                                |   | Cavaliers de Cleveland         | 4                          |                            |                            |  |   |                       |                       |                       |  |    |                   |             |             |
|  | 5                | Wizards de Washington | 2                              |   |                                |                            |                            |                            |  |   |                       |                       |                       |  |    |                   |             |             |
|  | 5                | Wizards de Washington | 2                              |   |                                |                            |                            |                            |  | 1 | Celtics de Boston     | 4                     |                       |  |    |                   |             |             |
|  | Conférence Est   |                       |                                |   |                                |                            |                            |                            |  | 1 | Celtics de Boston     | 4                     |                       |  |    |                   |             |             |
|  |                  | 2                     | Pistons de Détroit             | 2 |                                |                            |                            |                            |  |   |                       |                       |                       |  |    |                   |             |             |
|  | 3                | 2                     | Pistons de Détroit             | 2 | Magic d'Orlando                | 4                          |                            |                            |  |   |                       |                       |                       |  |    |                   |             |             |
|  | 3                |                       |                                |   | Magic d'Orlando                | 4                          |                            |                            |  |   |                       |                       |                       |  |    |                   |             |             |
|  | 6                | Raptors de Toronto    | 1                              |   |                                |                            |                            |                            |  |   |                       |                       |                       |  |    |                   |             |             |
|  | 6                | Raptors de Toronto    | 1                              |   | 3                              | Magic d'Orlando            | 1                          |                            |  |   |                       |                       |                       |  |    |                   |             |             |
|  |                  |                       |                                |   | 3                              | Magic d'Orlando            | 1                          |                            |  |   |                       |                       |                       |  |    |                   |             |             |
|  |                  | 2                     | Pistons de Détroit             | 4 |                                |                            |                            |                            |  |   |                       |                       |                       |  |    |                   |             |             |
|  | 2                | 2                     | Pistons de Détroit             | 4 | Pistons de Détroit             | 4                          |                            |                            |  |   |                       |                       |                       |  |    |                   |             |             |
|  | 2                |                       |                                |   | Pistons de Détroit             | 4                          |                            |                            |  |   |                       |                       |                       |  |    |                   |             |             |
|  | 7                | 76ers de Philadelphie | 2                              |   |                                |                            |                            |                            |  |   |                       |                       |                       |  |    |                   |             |             |
|  | 7                | 76ers de Philadelphie | 2                              |   |                                |                            |                            |                            |  |   |                       |                       |                       |  | E1 | Celtics de Boston | 4           |             |
|  |                  |                       |                                |   |                                |                            |                            |                            |  |   |                       |                       |                       |  | E1 | Celtics de Boston | 4           |             |
|  |                  | W1                    | Lakers de Los Angeles          | 2 |                                |                            |                            |                            |  |   |                       |                       |                       |  |    |                   |             |             |
|  | 1                | W1                    | Lakers de Los Angeles          | 2 | Lakers de Los Angeles          | 4                          |                            |                            |  |   |                       |                       |                       |  |    |                   |             |             |
|  | 1                |                       |                                |   | Lakers de Los Angeles          | 4                          |                            |                            |  |   |                       |                       |                       |  |    |                   |             |             |
|  | 8                | Nuggets de Denver     | 0                              |   |                                |                            |                            |                            |  |   |                       |                       |                       |  |    |                   |             |             |
|  | 8                | Nuggets de Denver     | 0                              |   | 1                              | Lakers de Los Angeles      | 4                          |                            |  |   |                       |                       |                       |  |    |                   |             |             |
|  |                  |                       |                                |   | 1                              | Lakers de Los Angeles      | 4                          |                            |  |   |                       |                       |                       |  |    |                   |             |             |
|  |                  | 4                     | Jazz de l'Utah                 | 2 |                                |                            |                            |                            |  |   |                       |                       |                       |  |    |                   |             |             |
|  | 4                | 4                     | Jazz de l'Utah                 | 2 | Jazz de l'Utah                 | 4                          |                            |                            |  |   |                       |                       |                       |  |    |                   |             |             |
|  | 4                |                       |                                |   | Jazz de l'Utah                 | 4                          |                            |                            |  |   |                       |                       |                       |  |    |                   |             |             |
|  | 5                | Rockets de Houston    | 2                              |   |                                |                            |                            |                            |  |   |                       |                       |                       |  |    |                   |             |             |
|  | 5                | Rockets de Houston    | 2                              |   |                                |                            |                            |                            |  | 1 | Lakers de Los Angeles | 4                     |                       |  |    |                   |             |             |
|  | Conférence Ouest |                       |                                |   |                                |                            |                            |                            |  | 1 | Lakers de Los Angeles | 4                     |                       |  |    |                   |             |             |
|  |                  | 3                     | Spurs de San Antonio           | 1 |                                |                            |                            |                            |  |   |                       |                       |                       |  |    |                   |             |             |
|  | 3                | 3                     | Spurs de San Antonio           | 1 | Spurs de San Antonio           | 4                          |                            |                            |  |   |                       |                       |                       |  |    |                   |             |             |
|  | 3                |                       |                                |   | Spurs de San Antonio           | 4                          |                            |                            |  |   |                       |                       |                       |  |    |                   |             |             |
|  | 6                | Suns de Phoenix       | 1                              |   |                                |                            |                            |                            |  |   |                       |                       |                       |  |    |                   |             |             |
|  | 6                | Suns de Phoenix       | 1                              |   | 3                              | Spurs de San Antonio       | 4                          |                            |  |   |                       |                       |                       |  |    |                   |             |             |
|  |                  |                       |                                |   | 3                              | Spurs de San Antonio       | 4                          |                            |  |   |                       |                       |                       |  |    |                   |             |             |
|  |                  | 2                     | Hornets de La Nouvelle-Orléans | 3 |                                |                            |                            |                            |  |   |                       |                       |                       |  |    |                   |             |             |
|  | 2                | 2                     | Hornets de La Nouvelle-Orléans | 3 | Hornets de La Nouvelle-Orléans | 4                          |                            |                            |  |   |                       |                       |                       |  |    |                   |             |             |
|  | 2                |                       |                                |   | Hornets de La Nouvelle-Orléans | 4                          |                            |                            |  |   |                       |                       |                       |  |    |                   |             |             |
|  | 7                | Mavericks de Dallas   | 1                              |   |                                |                            |                            |                            |  |   |                       |                       |                       |  |    |                   |             |             |

## Résultats détaillés
Résultats détaillés des playoffs de la saison NBA 2007-2008.

### Premier tour
| Conférence Est - Celtics de Boston - Hawks d'Atlanta : 4 - 3 20 avril : Atlanta @ Boston : 81 - 104 23 avril : Atlanta @ Boston : 77 - 96 26 avril : Boston @ Atlanta : 92 - 103 28 avril : Boston @ Atlanta : 92 - 97 30 avril : Atlanta @ Boston : 85 - 110 2 mai : Boston @ Atlanta : 100 - 103 4 mai : Atlanta @ Boston : 65 - 99 Les Celtics de Boston passent au tour suivant. - Pistons de Détroit - 76ers de Philadelphie : 4 - 2 20 avril : Philadelphie @ Détroit : 90 - 86 23 avril : Philadelphie @ Detroit : 88 - 105 25 avril : Détroit @ Philadelphie : 75 - 95 27 avril : Détroit @ Philadelphie : 93 - 84 29 avril : Philadelphie @ Détroit : 81 - 98 1er mai : Détroit @ Philadelphie : 100 - 77 Les Pistons de Detroit passent au tour suivant. - Magic d'Orlando - Raptors de Toronto : 4 - 1 20 avril : Toronto @ Orlando : 100 - 114 22 avril : Toronto @ Orlando : 103 - 104 24 avril : Orlando @ Toronto : 94 - 108 26 avril : Orlando @ Toronto : 106 - 94 28 avril : Toronto @ Orlando : 92 - 102 Le Magic d'Orlando passe au tour suivant. - Cavaliers de Cleveland - Washington Wizards : 4 - 2 19 avril : Washington @ Cleveland : 86 - 93 21 avril : Washington @ Cleveland : 86 - 116 24 avril : Cleveland @ Washington : 72 - 108 27 avril : Cleveland @ Washington : 100 - 97 30 avril : Washington @ Cleveland : 88 - 87 2 mai : Cleveland @ Washington : 105 - 88 Les Cavaliers de Cleveland passent au tour suivant. | Conférence Ouest - Lakers de Los Angeles - Nuggets de Denver : 4 - 0 20 avril : Denver @ L.A. Lakers : 114 - 128 23 avril : Denver @ L.A. Lakers : 107 - 122 26 avril : L.A. Lakers @ Denver : 102 - 84 28 avril : L.A. Lakers @ Denver : 107 - 101 Les Lakers de Los Angeles passent au tour suivant. - New Orleans Hornets - Mavericks de Dallas : 4 - 1 19 avril : Dallas @ La Nouvelle-Orléans : 92 - 104 22 avril : Dallas @ La Nouvelle-Orléans : 103 - 127 25 avril : La Nouvelle-Orléans @ Dallas : 87 - 97 27 avril : La Nouvelle-Orléans @ Dallas : 97 - 84 29 avril : Dallas @ La Nouvelle-Orléans : 94 - 99 Les New Orleans Hornets passent au tour suivant. - Spurs de San Antonio - Suns de Phoenix : 4 - 1 19 avril : Phoenix @ San Antonio : 115 - 117 (2 prolongations) 22 avril : Phoenix @ San Antonio : 96 - 102 25 avril : San Antonio @ Phoenix : 115 - 99 27 avril : San Antonio @ Phoenix : 86 - 105 29 avril : Phoenix @ San Antonio : 87 - 92 Les Spurs de San Antonio passent au tour suivant. - Jazz de l'Utah - Rockets de Houston : 4 - 2 19 avril : Utah @ Houston : 93 - 82 21 avril : Utah @ Houston : 90 - 84 24 avril : Houston @ Utah : 94 - 92 26 avril : Houston @ Utah : 82 - 86 29 avril : Utah @ Houston : 69 - 95 2 mai : Houston @ Utah : 91 - 113 Le Jazz de l'Utah passe au tour suivant. |

### Demi-finales de conférence
| Conférence Est - Celtics de Boston - Cavaliers de Cleveland : 4 - 3 6 mai : Cleveland @ Boston : 72 - 76 8 mai : Cleveland @ Boston : 73 - 89. 10 mai : Boston @ Cleveland : 84 - 108. 12 mai : Boston @ Cleveland : 77 - 88. 14 mai : Cleveland @ Boston : 89 - 96 16 mai : Boston @ Cleveland : 69 - 74 18 mai : Cleveland @ Boston : 92 - 97 Les Celtics de Boston sont qualifiés pour la finale de conférence Est - Pistons de Détroit - Magic d'Orlando : 4 - 1 3 mai : Orlando @ Détroit : 72 - 91 5 mai : Orlando @ Détroit : 93 - 100 7 mai : Détroit @ Orlando : 86 - 111 10 mai : Détroit @ Orlando : 90 - 89 13 mai : Orlando @ Détroit : 86 - 91 Les Pistons de Détroit sont qualifiés pour la finale de conférence Est. | Conférence Ouest - Spurs de San Antonio - New Orleans Hornets : 4 - 3 3 mai : San Antonio @ La Nouvelle Orléans : 82 - 101 5 mai : San Antonio @ La Nouvelle Orléans : 84 - 102 8 mai : La Nouvelle Orléans @ San Antonio : 99 - 110 11 mai : La Nouvelle Orléans @ San Antonio : 80 - 100 13 mai : San Antonio @ La Nouvelle Orléans : 79 -101 15 mai : La Nouvelle Orléans @ San Antonio : 80 - 99 19 mai : San Antonio @ La Nouvelle Orléans : 91 - 82 Les Spurs de San Antonio sont qualifiés pour la finale de conférence Ouest - Lakers de Los Angeles - Jazz de l'Utah 4 - 2 4 mai : Utah @ L.A. Lakers : 98 - 109 7 mai : Utah @ L.A. Lakers : 110 - 120. 9 mai : L.A. Lakers @ Utah : 99 - 104. 11 mai : L.A. Lakers @ Utah : 115 - 123 après prolongation 14 mai : Utah @ L.A. Lakers : 104 - 111 16 mai : L.A. Lakers @ Utah : 108 - 105 Les Lakers de Los Angeles sont qualifiés pour la finale de conférence Ouest |

### Finales de conférence
| Conférence Est - Celtics de Boston - Pistons de Détroit : 4 - 2 20 mai : Détroit @ Boston : 79 - 88 22 mai : Détroit @ Boston : 103 - 97 24 mai : Boston @ Détroit : 94 - 80 26 mai : Boston @ Détroit : 75 - 94 28 mai : Détroit @ Boston : 102 - 106 30 mai : Boston @ Détroit : 89 - 81 Les Celtics de Boston sont champions de la conférence Est et sont qualifiés pour les finales NBA. | Conférence Ouest - Lakers de Los Angeles - Spurs de San Antonio : 4 - 1 21 mai : San Antonio @ L.A. Lakers : 85 - 89 23 mai : San Antonio @ L.A. Lakers : 71 - 101 25 mai : L.A. Lakers @ San Antonio : 84 - 103 27 mai : L.A. Lakers @ San Antonio : 93 - 91 29 mai : San Antonio @ L.A. Lakers : 92 - 100 Les Lakers sont champions de la conférence Ouest et sont qualifiés pour les finales NBA. |

## Finales NBA
Celtics de Boston - Lakers de Los Angeles : 4 - 2
| Match # | Date    | Lieu        | Score             | Score       | Meilleurs marqueurs des Celtics                   | Meilleurs marqueurs des L.A. Lakers                           |
| Match # | Date    | Lieu        | Celtics de Boston | L.A. Lakers | Meilleurs marqueurs des Celtics                   | Meilleurs marqueurs des L.A. Lakers                           |
| ------- | ------- | ----------- | ----------------- | ----------- | ------------------------------------------------- | ------------------------------------------------------------- |
| 1       | 5 juin  | Boston      | 98                | 88          | Kevin Garnett (24 points) Paul Pierce (22 points) | Kobe Bryant (24 points) Pau Gasol et Derek Fisher (15 points) |
| 2       | 8 juin  | Boston      | 108               | 102         | Paul Pierce (28 points) Leon Powe (21 points)     | Kobe Bryant (30 points) Pau Gasol (17 points)                 |
| 3       | 10 juin | Los Angeles | 81                | 87          | Ray Allen (25 points) Kevin Garnett (13 points)   | Kobe Bryant (36 points) Sasha Vujačić (20 points)             |
| 4       | 12 juin | Los Angeles | 97                | 91          | Paul Pierce (20 points) Ray Allen (19 points)     | Lamar Odom (19 points) Pau Gasol et Kobe Bryant (17 points)   |
| 5       | 15 juin | Los Angeles | 98                | 103         | Paul Pierce (38 points) Ray Allen (16 points)     | Kobe Bryant (25 points) Lamar Odom (20 points)                |
| 6       | 17 juin | Boston      | 131               | 92          | Ray Allen (26 points) Kevin Garnett (26 points)   | Kobe Bryant (22 points)                                       |

MVP : Paul Pierce (Celtics de Boston)